# Jerry Dumas
Pour les articles homonymes, voir Dumas.
Gerald John Dumas dit Jerry Dumas (né à Détroit (Michigan) le 6 juin 1930 et mort le 12 novembre 2016 à Greenwich (Connecticut)) est un auteur de bande dessinée et illustrateur américain, connu pour le comic strip Sam and Silo, qu'il a créé avec Mort Walker en 1977 et animé seul de 1995 à sa mort.
Collaborateur de Walker depuis la fin des années 1950, Jerry Dumas avait également animé avec lui Sam's Strip entre 1961 et 1963. Durant sa carrière, Dumas a également assisté Mort Drucker et Mel Crawford et réalisé de nombreuses illustrations et articles pour la presse magazine et quotidienne américaine. Son style graphique est très proche de celui de Walker.

## Récompenses
- 1985 :  Prix Adamson du meilleur auteur international pour l'ensemble de son œuvre